# Nikolai Przewalski
Nikolai Mikhàilovitx Przewalski, Prjevalski o Przhevalski (en rus: Никола́й Миха́йлович Пржева́льский) va ser un explorador i geògraf rus d'origen polonès, nascut el 12 d'abril de 1839 i mort l'1 de novembre de 1888. Malgrat que mai va arribar al seu objectiu final que era arribar a la capital del Tibet, Lhasa, viatjà per moltes regions aleshores desconegudes a Occident com el nord del Tibet, l'actual Qinghai i Jungària. Contribuí significativament al coneixement europeu de l'Àsia central i va ser el primer europeu a descriure el cavall de Przewalski l'únic cavall salvatge que existeix actualment.

## Biografia
Przewalski va néixer a Smolensk dins una família noble de Polònia (el seu cognom polonès s'escriu en rus Пржева́льский, Prjevalski), i estudià a l'acadèmia militar a Sant Petersburg. L'any 1864, va passar a ser professor de geografia a l'escola militar de Varsòvia.
El 1867, Przewalski va demanar a la Societat Geogràfica Russa ser destinat a Irkutsk a Sibèria. La seva intenció era explorar el riu Ussuri, afluent del riu Amur.
Els anys següents va fer expedicions a l'Àsia central:
- 1870–1873 des de Kiakhta travessà el desert de Gobi fins a Pequín (actualment Beijing), explorà l'alt riu Iangtsè (Chang Jiang), i el 1872 arribà al Tibet. Va fer un viatge en una superfície de 1.800 km², recollí unes 5.000 espècies de plantes, 1.000 d'ocells i 3.000 d'insectes, també uns 70 rèptils i les pells de 130 mamífers diferents.[2] Przewalski va guanyar la Medalla de Constantí per la Societat Geogràfica Imperial, va ser promicionat a lloctinent general i va rebre l'Orde de Sant Vladimir.[3]
- 1876–1877 viatjà pel Turquestan de l'Est per la serralada Tian Shan, visità el llac Lob Nor.
- 1879–1880 via Hami i per la conca de Qaidam al llac Koku Nor;
- 1883–1885 des de Kiakhta a través del Gobi fins Alashan i l'est de la serralada Tian Shan, tornant pel Iangtsè. Retrocedint per Koko Nor, i cap a l'est per Hotan i el llac Issik Kul.

Els resultats dels tres viatges van obrir una nova era per l'estudi de la geografia i la flora i fauna de l'Àsia central. Entre altres coses informà de l'existència de camells i també el cavall de Przewalski i la gasela de Przewalski, que reben el seu cognom.
Przewalski morí de tifus, contret per l'aigua d'un riu, a Karàkol, a la vora del llac Issik Kul Piotr Kozlov, deixeble seu, va continuar la seva obra.

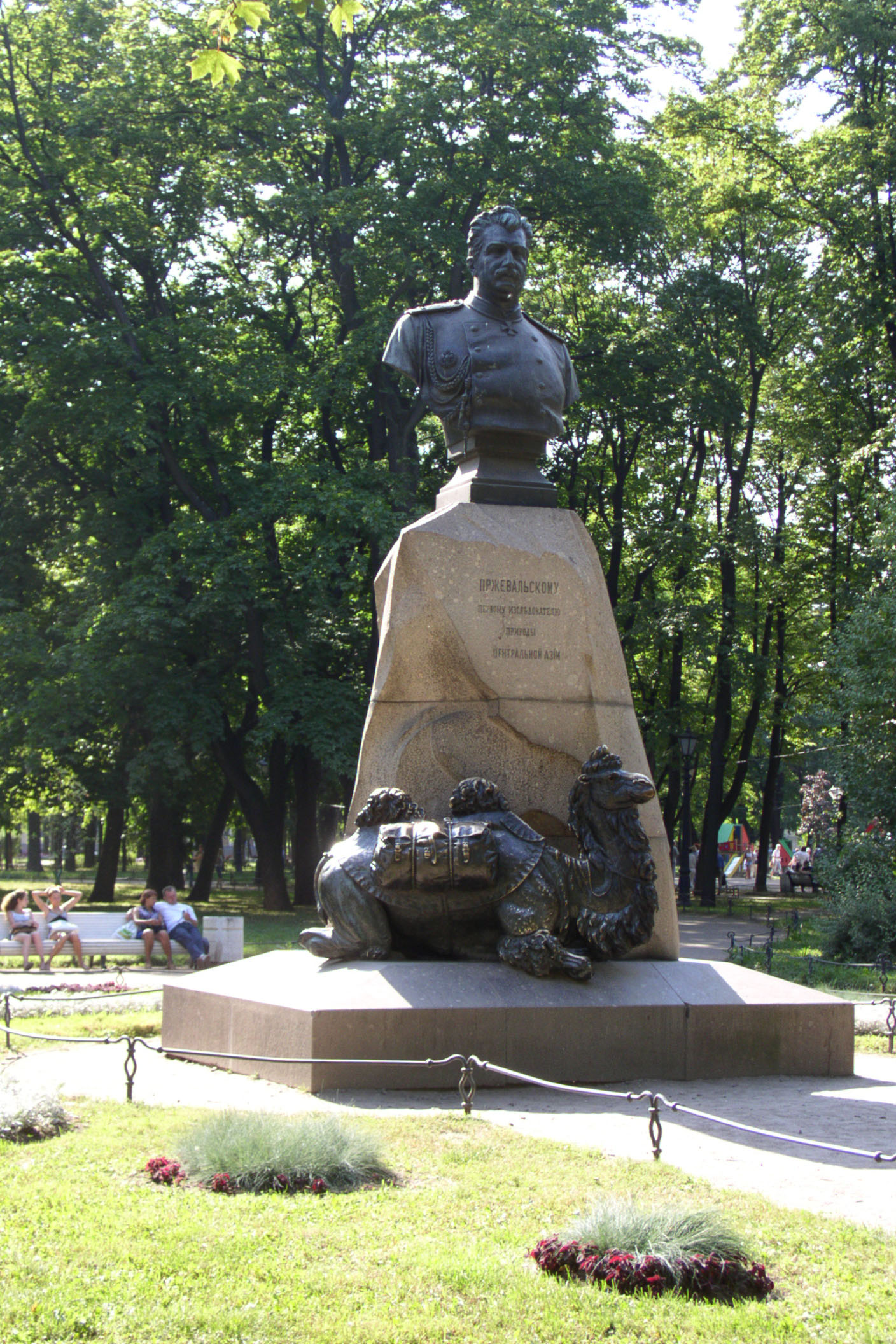
Monument a Nikolai Przewalski al Jardí Alexandre de Sant Petersburg

És commemorat en botànica pels gèneres Przewalskia (Solanaceae) Maxim. i el seu nom és epònim d'unes 80 espècies de plantes.

## Imperialisme
Segons David Schimmelpenninck Van Der Oye els llibres de Przewalski sobre Àsia central mostren desdeny per la civilització xinesa. Les seves expedicions van donar suport a diverses annexions russes de parts de la Xina.